# Jiří V. Zářivý
Jiří V. Zářivý (1286–1346) z rodu Bagrationi, byl panovníkem Gruzínského království v letech 1299–1302 a 1314–1346.
Vymanil Gruzii z mongolské nadvlády. V roce 1327 připoojil ke Gruzii Imretii a v roce 1334 Samcche-Saatabago. Provedl také právní a administrativní reformy.
| Předchůdce: David VIII. | Znak z doby nástupu | Gruzínský král 1299–1302 | Znak z doby konce vlády | Nástupce: Vachtang III. |

| Předchůdce: Jiří VI. | Znak z doby nástupu | Gruzínský král 1314–1346 | Znak z doby konce vlády | Nástupce: David IX. |